# Gran Premi de Mònaco

Circuit de Mònaco.

Al principat de Mònaco té lloc un dels més antics dels grans premis de Fórmula 1. El Gran Premi de Mònaco se celebra a un circuit urbà pels carrers de Montecarlo, capital del Principat.

## Història
El Gran Premi de Mònaco es va disputar per primera vegada l'any 1929 i als anys següents fins al 1937 van tenir lloc diferents curses, tornant-se a córrer l'any 1948 i quan l'any 1950 es va crear el primer campionat de Fórmula 1 ja hi va ser present com a prova puntuable, tot i que no va ser fins a la temporada de 1955 que es va incorporar definitivament al calendari i ja s'ha disputat cada any fins ara.
El circuit de MonteCarlo té una gran quantitat de pujades i de baixades, revolts tencats i estretes vías amb les tanques molt a prop i en molts llocs sense zones d'escapament, pel que probablement és el circuit més esgotador pels pilots i pels seus vehícles degut a la quantitat de frenades i acceleracions existents.
També és el circuit més perillós (degut a la manca de zones d'escapament en diversos dels revolts) entre els que actualment s'hi disputen les curses de la Fórmula 1.
Això, el famós pas del túnel i els revolts a peu del Mar Mediterrani on va caure Alberto Ascari l'any 1955 d'on va ser rescatat ràpidament pels comisaris, fan que sigui el circuit més espectacular i un dels més seguits pels espectadors a la televisió.

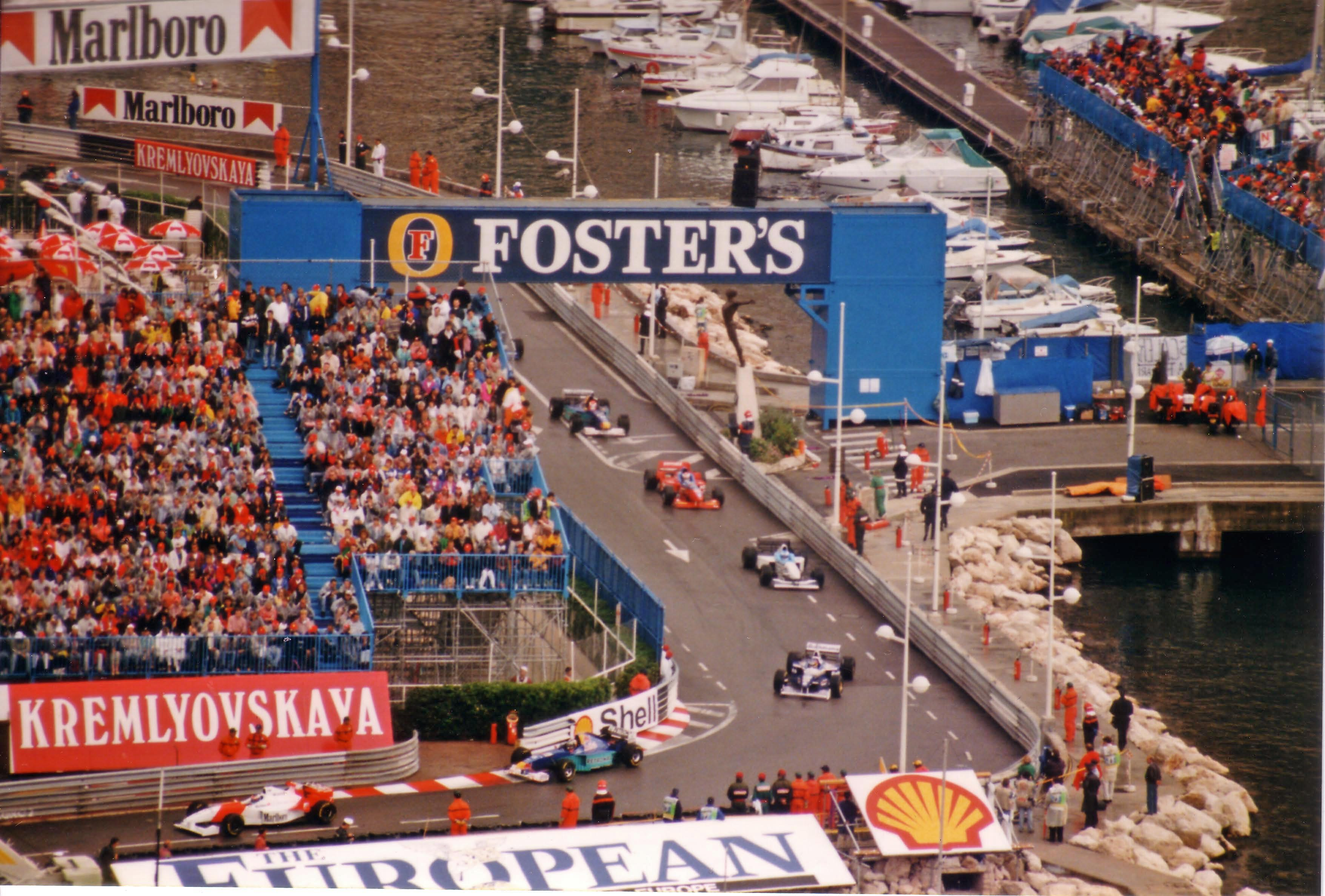
Volta de formació del 1996.

L'any 1962 va tenir lloc el greu accident de Richie Ginther que es va sortir i va matar un comisari. Cinc anys després, al Gran Premi del 1967 va tenir l'únic fins ara accident mortal entre els pilots, quan l'italià Lorenzo Bandini va morir per causa de les cremades rebudes després d'accidentar-se a la xicana de la sortida del túnel.
Al GP del 1996 on va aconseguir la victòria Olivier Panis amb Ligier només vana acabar la cursa quatre cotxes, fet que fins ara el manté com el GP on han acabat menys cotxes de la història de la Fórmula 1.

## Guanyadors del Gran Premi de Mònaco
Les curses dels anys que no formaven part del calendari del campionat de Fórmula 1 estan marcades amb un fons de color.
| Any  | Pilot                                                                    | Equip                           | Circuit                         | Resultats                       |
| ---- | ------------------------------------------------------------------------ | ------------------------------- | ------------------------------- | ------------------------------- |
| 2024 | [[Fitxer:Flag_of_MC .svg\|border\|enllaç=\|23x20px\|MC ]]Charles Leclerc | Ferrari                         | Monte Carlo                     |                                 |
| 2023 | Max Verstappen                                                           | Red Bull Racing                 | Monte Carlo                     |                                 |
| 2022 | Sergio Pérez Mendoza                                                     | Red Bull Racing                 | Monte Carlo                     | Resultats                       |
| 2021 | Max Verstappen                                                           | Red Bull Racing                 | Monte Carlo                     | Resultats                       |
| 2020 | El Gran Premi va ser cancel·lat                                          | El Gran Premi va ser cancel·lat | El Gran Premi va ser cancel·lat | El Gran Premi va ser cancel·lat |
| 2019 | Lewis Hamilton                                                           | Mercedes GP                     | Monte Carlo                     | Resultats                       |
| 2018 | Daniel Ricciardo                                                         | Aston Martin Red Bull Racing    | Monte Carlo                     | Resultats                       |
| 2017 | Sebastian Vettel                                                         | Ferrari                         | Monte Carlo                     | Resultats                       |
| 2016 | Lewis Hamilton                                                           | Mercedes GP                     | Monte Carlo                     | Resultats                       |
| 2015 | Nico Rosberg                                                             | Mercedes GP                     | Monte Carlo                     | Resultats                       |
| 2014 | Nico Rosberg                                                             | Mercedes GP                     | Monte Carlo                     | Resultats                       |
| 2013 | Nico Rosberg                                                             | Mercedes GP                     | Monte Carlo                     | Resultats                       |
| 2012 | Mark Webber                                                              | Red Bull - Renault              | Monte Carlo                     | Resultats                       |
| 2011 | Sebastian Vettel                                                         | Red Bull - Renault              | Monte Carlo                     | Resultats                       |
| 2010 | Mark Webber                                                              | Red Bull - Renault              | Monte Carlo                     | Resultats                       |
| 2009 | Jenson Button                                                            | Brawn GP                        | Monte Carlo                     | Resultats                       |
| 2008 | Lewis Hamilton                                                           | McLaren - Mercedes              | Monte Carlo                     | Resultats                       |
| 2007 | Fernando Alonso                                                          | McLaren - Mercedes              | Monte Carlo                     | Resultats                       |
| 2006 | Fernando Alonso                                                          | Renault                         | Monte Carlo                     | Resultats                       |
| 2005 | Kimi Räikkönen                                                           | McLaren - Mercedes              | Monte Carlo                     | Resultats                       |
| 2004 | Jarno Trulli                                                             | Renault                         | Monte Carlo                     | Resultats                       |
| 2003 | Juan Pablo Montoya                                                       | Williams - BMW                  | Monte Carlo                     | Resultats                       |
| 2002 | David Coulthard                                                          | McLaren - Mercedes              | Monte Carlo                     | Resultats                       |
| 2001 | Michael Schumacher                                                       | Ferrari                         | Monte Carlo                     | Resultats                       |
| 2000 | David Coulthard                                                          | McLaren - Mercedes              | Monte Carlo                     | Resultats                       |
| 1999 | Michael Schumacher                                                       | Ferrari                         | Monte Carlo                     | Resultats                       |
| 1998 | Mika Häkkinen                                                            | McLaren - Mercedes              | Monte Carlo                     | Resultats                       |
| 1997 | Michael Schumacher                                                       | Ferrari                         | Monte Carlo                     | Resultats                       |
| 1996 | Olivier Panis                                                            | Ligier - Honda                  | Monte Carlo                     | Resultats                       |
| 1995 | Michael Schumacher                                                       | Benetton - Renault              | Monte Carlo                     | Resultats                       |
| 1994 | Michael Schumacher                                                       | Benetton - Ford                 | Monte Carlo                     | Resultats                       |
| 1993 | Ayrton Senna                                                             | McLaren - Ford                  | Monte Carlo                     | Resultats                       |
| 1992 | Ayrton Senna                                                             | McLaren - Honda                 | Monte Carlo                     | Resultats                       |
| 1991 | Ayrton Senna                                                             | McLaren - Honda                 | Monte Carlo                     | Resultats                       |
| 1990 | Ayrton Senna                                                             | McLaren - Honda                 | Monte Carlo                     | Resultats                       |
| 1989 | Ayrton Senna                                                             | McLaren - Honda                 | Monte Carlo                     | Resultats                       |
| 1988 | Alain Prost                                                              | McLaren - Honda                 | Monte Carlo                     | Resultats                       |
| 1987 | Ayrton Senna                                                             | Lotus - Honda                   | Monte Carlo                     | Resultats                       |
| 1986 | Alain Prost                                                              | McLaren - TAG                   | Monte Carlo                     | Resultats                       |
| 1985 | Alain Prost                                                              | McLaren - TAG                   | Monte Carlo                     | Resultats                       |
| 1984 | Alain Prost                                                              | McLaren - TAG                   | Monte Carlo                     | Resultats                       |
| 1983 | Keke Rosberg                                                             | Williams - Ford                 | Monte Carlo                     | Resultats                       |
| 1982 | Riccardo Patrese                                                         | Brabham- Ford                   | Monte Carlo                     | Resultats                       |
| 1981 | Gilles Villeneuve                                                        | Ferrari                         | Monte Carlo                     | Resultats                       |
| 1980 | Carlos Reutemann                                                         | Williams - Ford                 | Monte Carlo                     | Resultats                       |
| 1979 | Jody Scheckter                                                           | Ferrari                         | Monte Carlo                     | Resultats                       |
| 1978 | Patrick Depailler                                                        | Tyrrell - Ford                  | Monte Carlo                     | Resultats                       |
| 1977 | Jody Scheckter                                                           | Wolf - Ford                     | Monte Carlo                     | Resultats                       |
| 1976 | Niki Lauda                                                               | Ferrari                         | Monte Carlo                     | Resultats                       |
| 1975 | Niki Lauda                                                               | Ferrari                         | Monte Carlo                     | Resultats                       |
| 1974 | Ronnie Peterson                                                          | Lotus - Ford                    | Monte Carlo                     | Resultats                       |
| 1973 | Jackie Stewart                                                           | Tyrrell - Ford                  | Monte Carlo                     | Resultats                       |
| 1972 | Jean-Pierre Beltoise                                                     | BRM                             | Monte Carlo                     | Resultats                       |
| 1971 | Jackie Stewart                                                           | Tyrrell - Ford                  | Monte Carlo                     | Resultats                       |
| 1970 | Jochen Rindt                                                             | Lotus - Ford                    | Monte Carlo                     | Resultats                       |
| 1969 | Graham Hill                                                              | Lotus - Ford                    | Monte Carlo                     | Resultats                       |
| 1968 | Graham Hill                                                              | Lotus - Ford                    | Monte Carlo                     | Resultats                       |
| 1967 | Denny Hulme                                                              | Brabham - Repco                 | Monte Carlo                     | Resultats                       |
| 1966 | Jackie Stewart                                                           | BRM                             | Monte Carlo                     | Resultats                       |
| 1965 | Graham Hill                                                              | BRM                             | Monte Carlo                     | Resultats                       |
| 1964 | Graham Hill                                                              | BRM                             | Monte Carlo                     | Resultats                       |
| 1963 | Graham Hill                                                              | BRM                             | Monte Carlo                     | Resultats                       |
| 1962 | Bruce McLaren                                                            | Cooper - Climax                 | Monte Carlo                     | Resultats                       |
| 1961 | Stirling Moss                                                            | Lotus - Climax                  | Monte Carlo                     | Resultats                       |
| 1960 | Stirling Moss                                                            | Lotus - Climax                  | Monte Carlo                     | Resultats                       |
| 1959 | Jack Brabham                                                             | Cooper - Climax                 | Monte Carlo                     | Resultats                       |
| 1958 | Maurice Trintignant                                                      | Cooper - Climax                 | Monte Carlo                     | Resultats                       |
| 1957 | Juan Manuel Fangio                                                       | Maserati                        | Monte Carlo                     | Resultats                       |
| 1956 | Stirling Moss                                                            | Maserati                        | Monte Carlo                     | Resultats                       |
| 1955 | Maurice Trintignant                                                      | Ferrari                         | Monte Carlo                     | Resultats                       |
| 1952 | Vittorio Marzotto                                                        | Ferrari                         | Monte Carlo                     | Resultats                       |
| 1950 | Juan Manuel Fangio                                                       | Alfa Romeo                      | Monte Carlo                     | Resultats                       |
| 1948 | Giuseppe Farina                                                          | Maserati                        | Monte Carlo                     | Resultats                       |
| 1937 | Manfred von Brauchitsch                                                  | Mercedes                        | Monte Carlo                     | Resultats                       |
| 1936 | Rudolf Caracciola                                                        | Mercedes                        | Monte Carlo                     | Resultats                       |
| 1935 | Luigi Fagioli                                                            | Mercedes                        | Monte Carlo                     | Resultats                       |
| 1934 | Guy Moll                                                                 | Alfa Romeo                      | Monte Carlo                     | Resultats                       |
| 1933 | Achille Varzi                                                            | Bugatti                         | Monte Carlo                     | Resultats                       |
| 1932 | Tazio Nuvolari                                                           | Alfa Romeo                      | Monte Carlo                     | Resultats                       |
| 1931 | Louis Chiron                                                             | Bugatti                         | Monte Carlo                     | Resultats                       |
| 1930 | René Dreyfus                                                             | Bugatti                         | Monte Carlo                     | Resultats                       |
| 1929 | William Grover-Williams                                                  | Bugatti                         | Monte Carlo                     | Resultats                       |